# Bjärkaholm

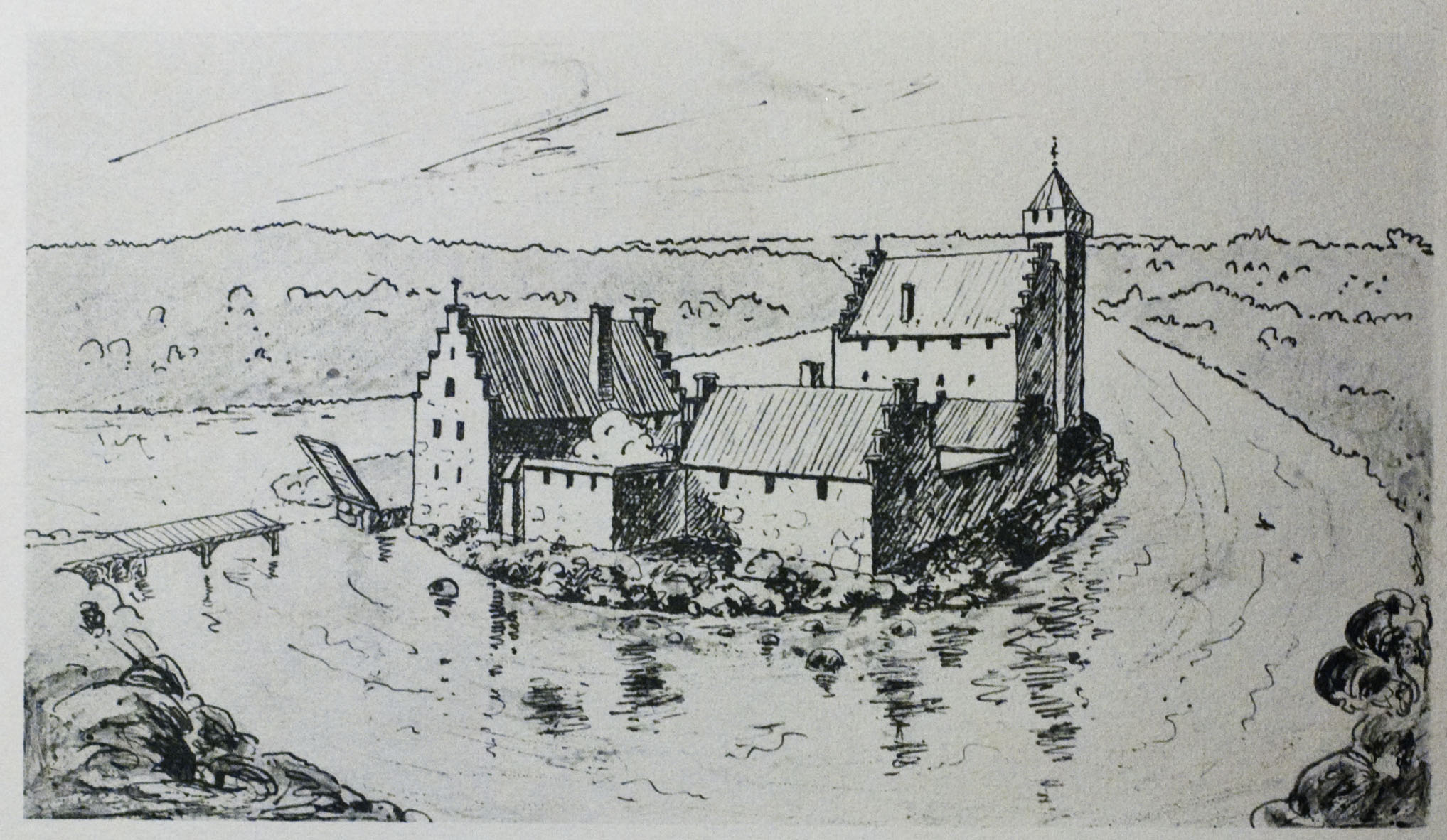
Sven Brandels rekonstruktion av Bjärkaholm, vy från nordost.

Bjärkaholm var en medeltida borg uppförd någon gång mellan 1367 och 1370 av Bo Jonsson (Grip) på Bosholme (eller Bos Holme) i Stångån, ungefär en kilometer norr om nuvarande Bjärka-Säby i Östergötland.

## Historia

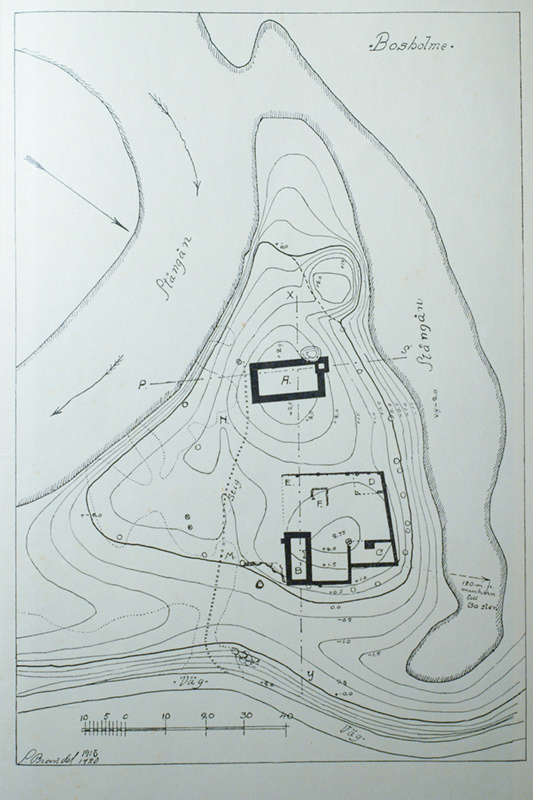
Översikt över Bosholme från utgrävningarna 1914-1915.

Namnet "Bierkaholm" är tidigast belagt år 1370 i ett brev skrivet därifrån av Bo Jonsson (Grip). Denne hade år 1367 förvärvat Bjärka gård i Vist socken i Östergötland, Bjärkaholm bör därför ha uppförts någon gång mellan dessa årtal. Strax norr om den förmodade platsen för Bjärka gård, på Bosholme i Stångån (vilken inte ska förväxlas med Bosholme i Stora Rängen, drygt en kilometer därifrån), finns lämningarna efter ett antal befästa stenbyggnader, vilket är den plats som idag identifieras med Bjärkaholm.
Bjärkaholm bestod i väster av en 10 gånger 19 meter stor byggnad (vanligtvis betecknad som "borgen") som bör ha bestått av flera våningar samt ett vakttorn. En brunn var inbyggd i muren. Cirka 20 meter nordost om borgen, nära den östra stranden, låg ett antal ekonomibyggnader i sten och trä omgivna av en ringmur och möjligtvis en träpalissad med en port på sydöstra sidan. Bredvid ringmuren finns en stensättning som troligtvis har tjänat som brofäste.
Enligt Holger Rosman (1923) valde Bo Jonsson (Grip) att bygga en fästning på just denna plats på grund av dess strategiska läge i Stångån nära handelsvägen mellan Östergötlands städer och Kalmar. Han hade vid denna tid inte börjat sitt stora förvärv av egendomar, och var i behov av en befäst borg som skydd.
Det är inte känt hur länge Bjärkaholm var i bruk. Bo Jonsson (Grip) författade ett brev på Bjärkaholm 1385, året före sin död. Den sista kända källan som omnämner Bjärkaholm är ett brev därifrån skrivet av Ulf Jonsson (Aspenäsätten) och daterat 1390. I september 1396 beslutades det att de slott som den nykrönte kungen Erik av Pommern och hans moder Drottning Margareta ej önskade bevara, skulle rivas. Möjligtvis raserades Bjärkaholm som en följd av detta. Inget tyder på att Bjärkaholm skulle ha raserats i samband med strid.
Broocman (1760) beskriver ön som helt övervuxen och av byggnaden återstod i mitten av 1700-talet rester av källare och stenfot samt ännu kvarväxande äpple- och päronträd.

## Utgrävningar

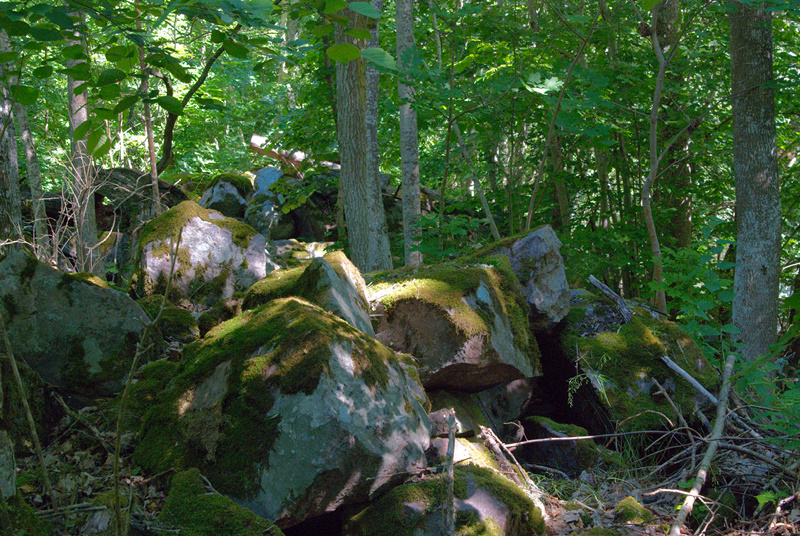
Lämningar efter borgen.

På 1880-talet gjordes en undersökning av Bosholme då lämningarna efter borgen frilades. De senaste utgrävningarna av Bjärkaholm påbörjades år 1914 och leddes i början av Otto Jansel. Efter 1915 togs arbetet över av Sven Brandel, vilken också har skrivit den mest utförliga redogörelsen om arkeologiska fynd från Bjärkaholm. Brandel anger inte när utgrävningarna avslutades men de bör inte ha pågått längre än till 1928 eftersom han färdigställde verket Bo Jonssons borg vid Bjärka-Säby det året (publicerad 1929).
Vid utgrävningarna hittades bland annat enstaka mynt, nycklar, låsfragment, pilspetsar, knivblad, delar av rustningar, krukskärvor och brynen. Brandel anger att fynden förvaras på Bjärka-Säby slott, med vilket han troligtvis menar Bjärka-Säby gamla slott.

## Bjärkaholm idag

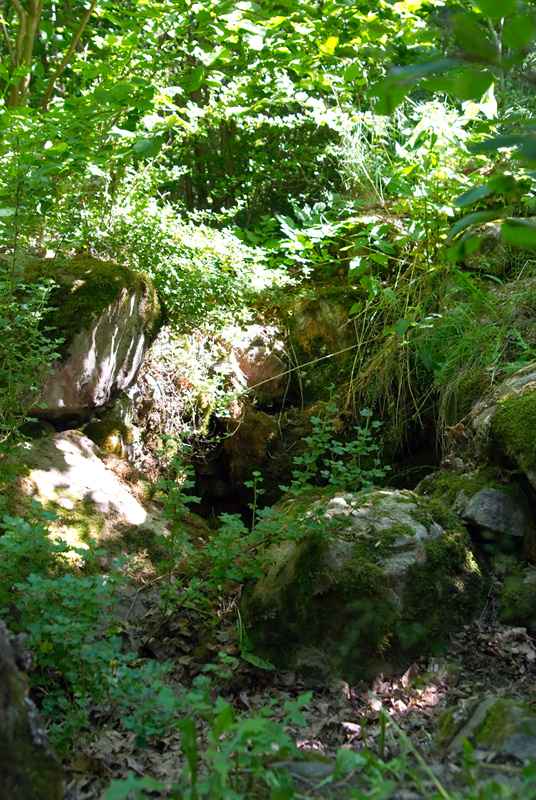
Brunnen

När Kinda Kanal byggdes på 1850-talet sänktes vattennivån i Stångån, och flodbädden nordost om Bosholme torrlades. Det är idag alltså möjligt att gå torrskodd till lämningarna efter Bjärkaholm. Platsen är dock övervuxen av tät och svårframkomlig lövskog och det är svårt att få god överblick av området. Även om stengrunder och rester av murar finns kvar har mycket av det ursprungliga byggnadsmaterialet uppenbarligen fraktats därifrån, vilket enligt Lundberg (1981) förklaras av en muntlig tradition som säger att stenar från Bjärkaholm användes för att bygga gamla slottet på Bjärka-Säby.